# Jan Putz z Adlersthurnu
Jan Putz z Adlersthurnu, též Ioannes Putz de Turraquila (1595 – 26. června 1660, Vídeň) byl český šlechtic pobělohorské éry, rytíř a císařský rada, který se ve druhé čtvrtině 17. století zasloužil o rozvoj města Mimoň v dnešním okrese Česká Lípa a statku Podsedice na Litoměřicku.

## Životopis

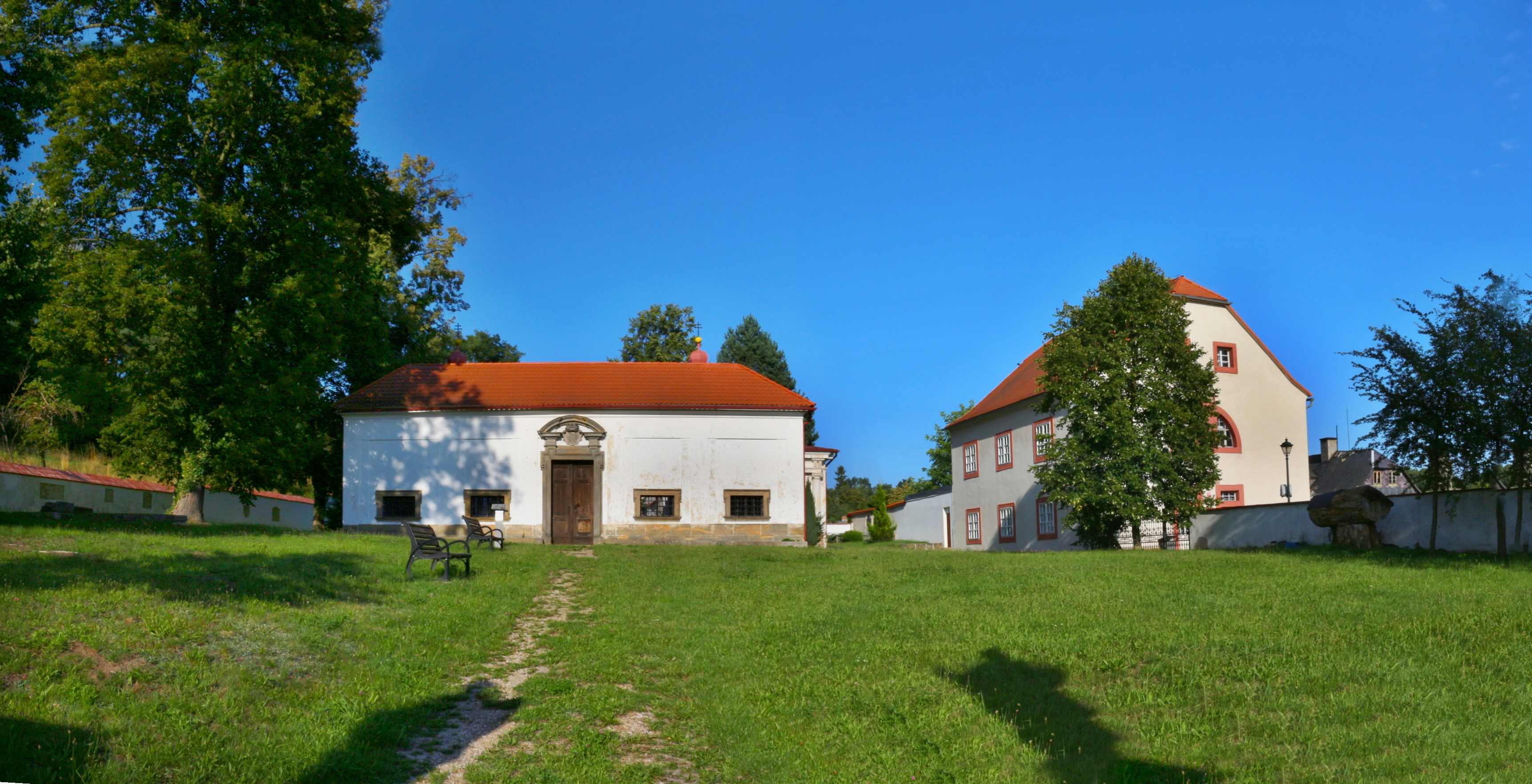
Kaple Božího hrobu a špitál v Mimoni

Pocházel ze švábského, původně měšťanského rodu Putzů z Adlersthurnu. Jeho otec Thomas Cornelius Putz († 1631) přišel počátkem třicetileté války do Čech a stal se hejtmanem v Poděbradech a v Kolíně; získal statek Odry u Opavy. Měl dva syny, staršího Jana (* 1595, † 1660 Vídeň) a mladšího Marka Maxmiliána.
Jan se po bitvě na Bílé Hoře stal císařským konfiskačním komisařem a později radou dvorské komory. V rámci dobové katolické zvyklosti se místo kavalírské cesty roku 1625 vydal na poutní cestu do Říma a do Jeruzaléma, na místa spojená s utrpením a smrtí Ježíše Krista. O své cestě si vedl zápisky formou diáře a itineráře. Tehdy se rozhodl vybudovat na svém panství pro věřící kapli, napodobující Boží hrob. Po návratu domů začal pracovat na plánech stavby, ale nepamatoval si některé rozměry originálu, a proto absolvoval cestu do Jeruzaléma znovu. Při návratu cestou onemocněl a strávil půl roku v Římě na lůžku. Odtud se vrátil do Vídně. Realizaci mimoňské kaple do roku 1648 znemožňovala probíhající třicetiletá válka, jeho rodina a služba u vídeňského císařského dvora.
Měl dva syny: starší Jan František Edmund (* 1637, † 1674) zemřel bez potomků, mladší Jan Ignác Dominik (* 1649, † 1718) byl přísedící a rada komorního soudu, nejvyšší mincmistr království českého a poslední mužský potomek rodu.
V roce 1650 byl Jan Putz za věrné služby monarchii císařem Leopoldem I. povýšen do říšského rytířského stavu s latinským predikátem de Turaquila, překlad německého von Adlersthurn, česky z Orlí věže. Toho roku koupil statek Podsedice. Roku 1651 byl titulován vysoce urozeným římsko-císařským a uherským i českým královským majestátním císařským dvorním radou. 15. ledna 1651 koupil od zadlužené rodiny Zeidlerů již dříve zkonfiskované statky Mimoň a sousední Děvín. Sídlem vrchnosti i pro Děvínské panství se stala Mimoň. Tam postavil papírnu a roku 1655 založil při zřícenině kostela svatého Kříže v Mimoni špitál, ale stavbu již nezahájil.

### Rodina
Roku 1658 byl spolu se svým bratrem Markem († 1662) povýšen do říšského rytířského stavu a získal český inkolát. Dne 26. června 1660 ve Vídni zemřel. Jeho dva synové Jan František Edmund (* 1637, † 1674) a Jan Ignác Dominik (* 1649, † 1718) mu u smrtelné postele museli slíbit, že kapli Božího hrobu i mimoňský špitál postaví sami. Sedm let po otcově smrti byla stavba Božího hrobu hotova a v roce 1679 byl dostavěn i špitál, v němž dnes sídlí mimoňské městské muzeum. Syn Jan Ignác také rozšířil rodinné panství tím, že k Podsedicím přikoupil Dlažkovice a dal tam postavit zámek.